# Kostanjevica na Krasu
Kostanjevica na Krasu je naselje na Komenskem Krasu ob cesti Komen–Opatje selo v Občini Miren - Kostanjevica.
Naselje je nastalo na strmem pobočju, ki se na severu vzpenja proti Fajtjemu hribu (433 mnm), Velikemu vrhu (463 mnm) in Renškemu vrhu (449 mnm), na jugu in zahodu pa se znižuje proti Hudemu Logu. Število prebivalcev, ki so zaposleni predvsem v Mirnu in Novi Gorici, pa po koncu druge svetovne vojne stalno upada.
Kostanjevica je bila z vasmi v okolici (Opatje selo, Sela na Krasu,Temnica, Lipa, Lokvica, Korita na Krasu, Hudi log in Vojščica) poseljena že v prazgodovini. Na vzpetini Grmača, ki se dviga severovzhodno nad Kostanjevico, so ostanki dobro utrjenega gradišča. Današnja Kostanjevica se v srednjeveških virih omenja kot Kestenholcz, ki je bila v posesti Goriških grofov. Leta 1724 so postavili cerkev svetega Martina. Med prvo svetovno vojno je bila Kostanjevica porušena. V drugi svetovni vojni jo je 29. 9. 1944 okupator požgal, več vaščanov pa pobil oziroma odpeljal v koncentracijsko taborišče. Italijansko ime naselja je Castagnevizza. 
Kostanjevica je rojstni kraj pisatelja Igorja Torkarja.